# 横田切れ

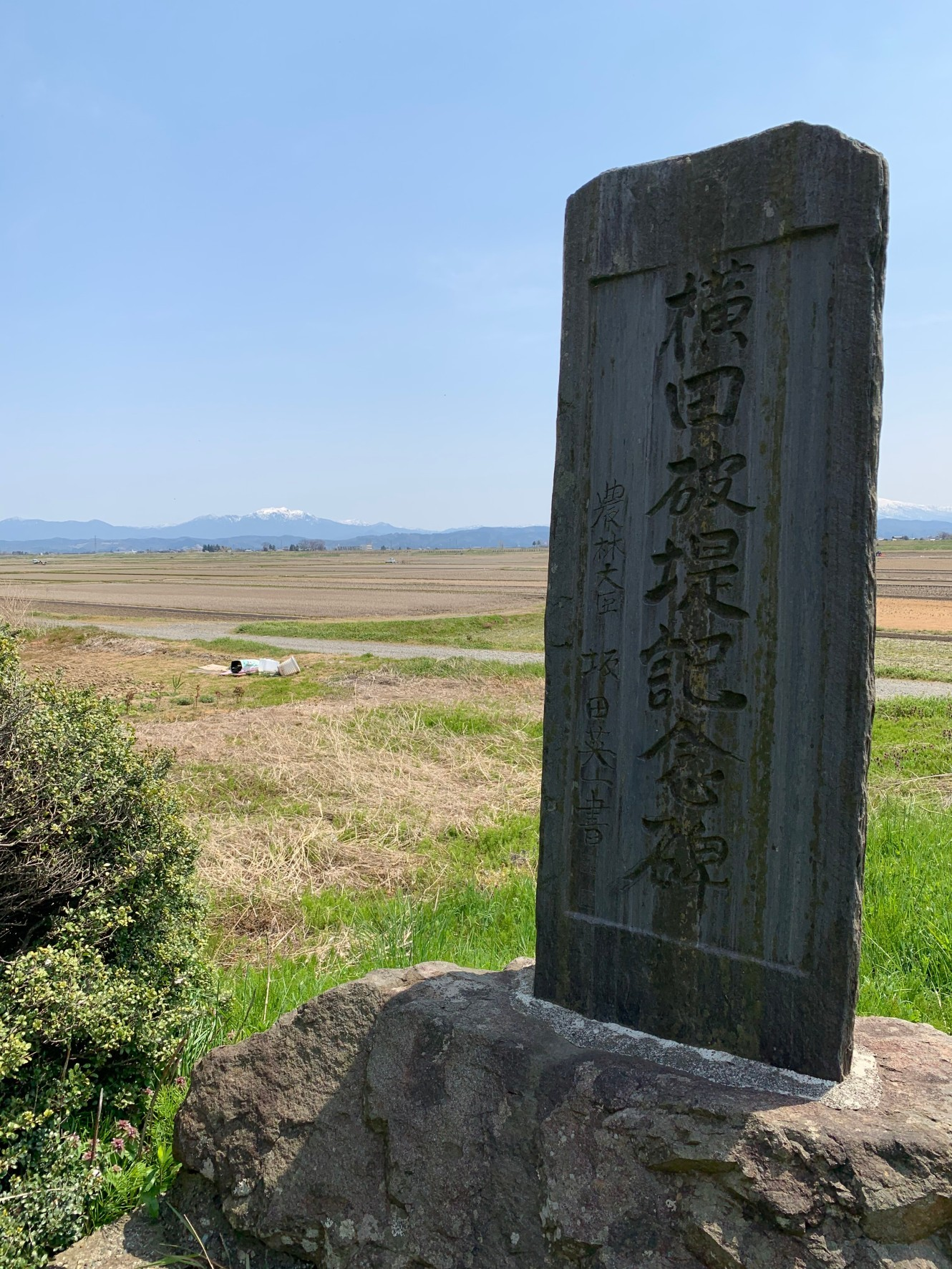
横田破堤記念碑（燕市横田切れ公園付近、2020年4月）

横田切れ（よこたぎれ）は、1896年（明治29年）7月22日に発生した、信濃川の堤防決壊による洪水である。
数日間続いていた大雨により信濃川の水嵩が増大し、新潟県西蒲原郡横田村（現・燕市横田）の堤防の部分約360mを主として、県内874か所で堤防が決壊した。これにより新潟市関屋までの広い範囲が浸水し、被害面積は180km2、床下・床上浸水が合わせて4万3600戸で、そのうち家屋流出は2万5000戸であった。
さらに、低い土地では秋になっても水が引かない場所もあり、溜まった水が腐ることによる赤痢やチフスなどの伝染病が蔓延し、命を落とす人も多かった。
この水害により、三島郡大河津村大川津（現・燕市大川津）から同郡野積村（現・長岡市寺泊野積）までの約10kmの区間に分水路の建設の声が高まった。大河津分水路は1907年（明治40年）に第2期工事が始まり、1922年（大正11年）8月25日に通水した。

## ギャラリー

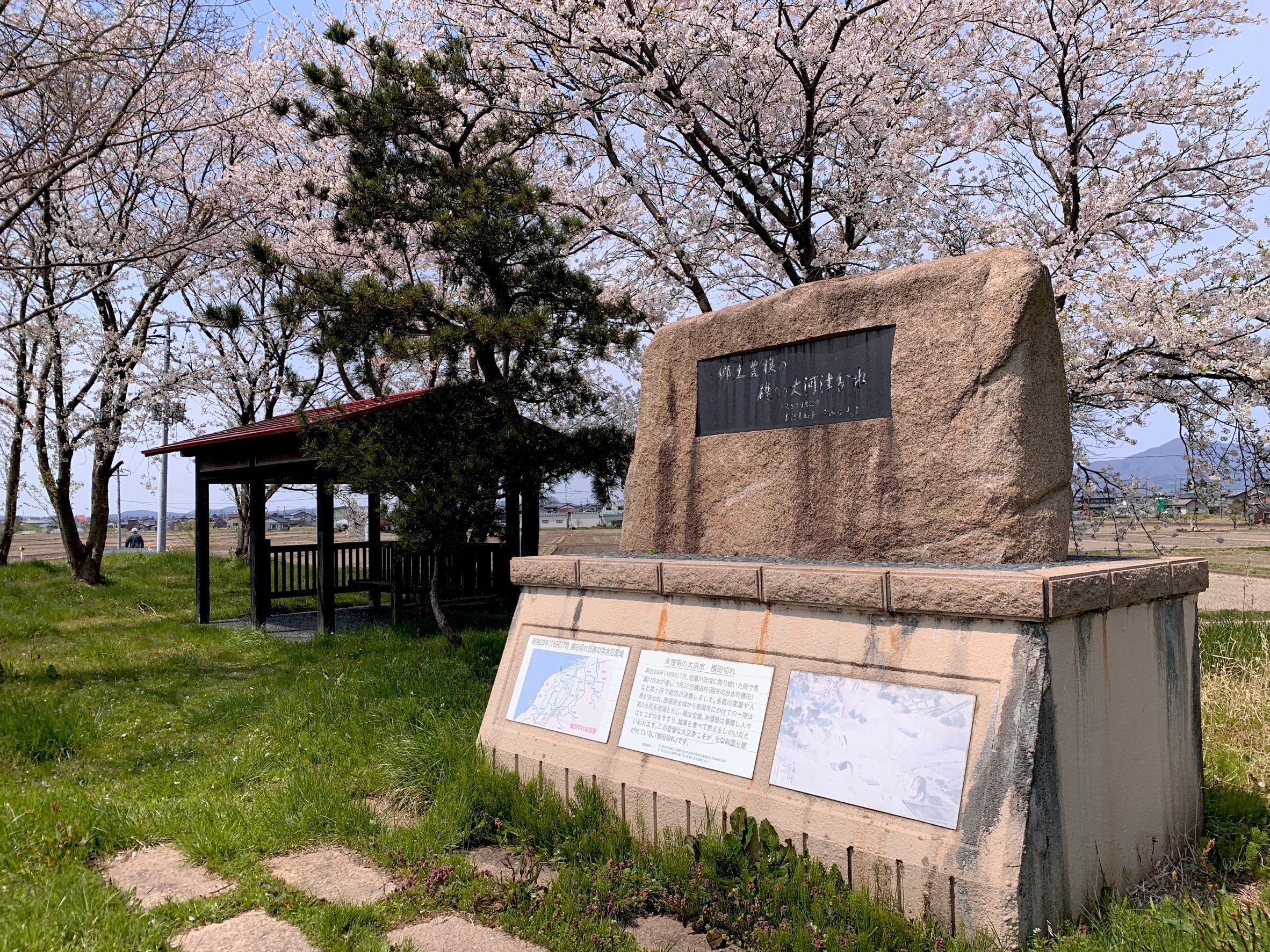
横田切れ公園（燕市、2020年4月）
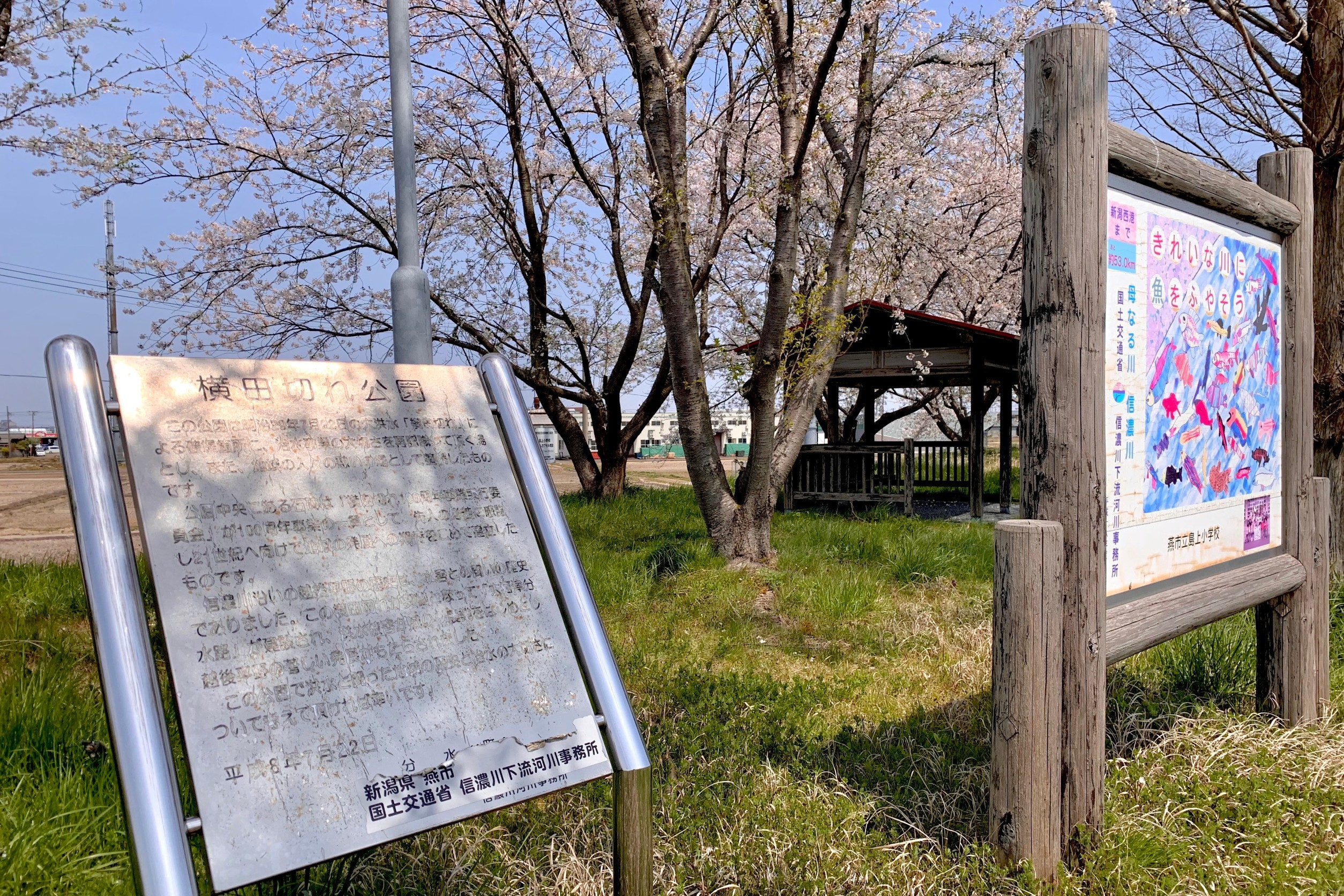
横田切れ公園（燕市、2020年4月）